# 11828 Vargha
11828 Vargha è un asteroide della fascia principale. Scoperto nel 1984, presenta un'orbita caratterizzata da un semiasse maggiore pari a 2,3169177 UA e da un'eccentricità di 0,2103145, inclinata di 7,77283° rispetto all'eclittica.